# سوكول ماليكي
سوكول ماليكي هو لاعب كرة قدم سويسري في مركز الهجوم، ولد في 24 ديسمبر 1981 في بريشتينا في كوسوفو. شارك مع منتخب سويسرا تحت 17 سنة لكرة القدم. أما مع النوادي، فقد لعب مع نادي بيل-بيين ونادي فادوتس ونادي لوزيرن ونادي ويل.